# Panjiang Investment Holdings
Panjiang Investment Holdings Group (ранее — Panjiang Coal and Electric Power Group, кит. 盤江煤電集團) — китайская горнодобывающая и электроэнергетическая компания.

## История
Компания была основана в 1966 году в Гуйяне, провинция Гуйчжоу, Китай. Холдинг занимается добычей угля и сопутствующих ресурсов (в основном природный газ), строительными материалами, производством и ремонтом механических и электрических изделий, техническим обслуживанием горно-шахтного оборудования, защитой окружающей среды, логистикой, финансовыми услугами, операциями с недвижимостью и сельскохозяйственным бизнесом.
Самой крупной компанией холдинга является Guizhou Panjiang Refined Coal, созданная в 1999 году в Люпаньшуе и занимающаяся преимущественно добычей, переработкой и продажей угля в Китае и за рубежом. Компания предлагает коксующийся и инъекционный уголь для использования в металлургической и химической промышленности; энергетический уголь для энергетики, цементной и других отраслей промышленности.
Акции компании торгуются на Шанхайской фондовой бирже.
В 2018 году произошла реорганизация холдинга, в результате которой в него помимо Panjiang Coal and Electricity Group вошли Panjiang Capital (ранее Panjiang Mining Bureau), Shuiming Group (ранее Shuicheng Mining Bureau), Liuzhi Industrial and Mining (ранее Liuzhi Mining Bureau), Lindong Mining (ранее Lindong Mining Bureau), а также Panjiang Power Investment (ранее Guangtou Qiangui Company). В апреле 2020 года в управление группы вошла компания Bijie Zhongcheng Energy Co.
В 2019 году холдинг получил прибыль в размере 800 миллионов юаней (120 миллионов долларов).
По состоянию на 2021 год в холдинге работали более 50 000 сотрудников.

## Деятельность

### Добыча угля
Холдинг является одним из крупнейших производителей угля в Китае.
В начале 2010-х годов его компании добывали около 15 миллионов тонн необработанного угля в год, постоянно увеличивая объёмы.
В 2021 году холдинг добыл 1,7 миллиона метрических тонн энергетического угля, что на 27 процентов больше, чем в 2020 году.

### Добыча метана из угольных пластов
В 2021 году холдинг добыл 120 миллионов кубометров природного газа, что составляет 63 процента от общего объёма газа в округе.

### Прочая деятельность
В апреле-мае 2023 года компания Guizhou Panjiang Refined Coal заключила ряд контрактов на реализацию проектов в Казахстане и в России.